# Ivernique
 (mai 2016).
Cet article concerne la langue iverni. Pour le peuple iverni, voir Iverni.
 (août 2008).
Si vous disposez d'ouvrages ou d'articles de référence ou si vous connaissez des sites web de qualité traitant du thème abordé ici, merci de compléter l'article en donnant les références utiles à sa vérifiabilité et en les liant à la section « Notes et références ».
L'ivernique a peut-être été une langue brittonique aujourd'hui disparue.

## Les thèses en présence

### Origines
D'après Thomas Francis O'Rahilly (en), membre de la Royal Irish Academy, l’ivernique aurait été une langue brittonique aujourd'hui éteinte, parlée en Irlande, particulièrement dans la province du Leinster. Cette thèse est controversée, aucune implantation brittonique n'étant démontrée en Irlande.    
Nora Kershaw Chadwick écrit pour sa part, s'agissant de la période antérieure au Ve siècle av. J. C. en Irlande que : « En ces temps préhistoriques, l'Irlande était peuplée par un peuple appelé "Erainn" (Les Iverni de Ptolémée) ». Dans Les Royaumes celtiques, écrit en collaboration avec Myles Dillon, elle précise : « Ptolémée indique le nom de neuf cités avec leur situation approximative sur la côte irlandaise, mais ils sont d'authenticité  douteuse et il est permis de supposer qu'ils proviennent de récits de marins. Ptolémée ne cite aucune cité placée à quelque distance du littoral ».
Selon T.F. O'Rahilly, cette langue aurait été parlée par une tribu de la Gaule belgique appelée Erainn en irlandais et Iverni en latin, peuple identifié aux mythiques Firbolg du Lebor Gabála Érenn (« Livre des invasions d'Irlande »).
Cette parenté est toutefois controversée : Venceslas Kruta, « Leur nom a été quelquefois mis en relation avec celui des Belges mais ce rapprochement apparait peu convaincant ». 
Pour Christian-J. Guyonvarc'h et Françoise Le Roux, « Leur nom [Fir Bolg] est traduit usuellement par « hommes en sacs », mais le sac n’est qu’un jeu de mots analogique : Bolg est à rapprocher du nom de la foudre en latin, fulgur. Le nom ne prouve en rien non plus un peuplement brittonique (belge) de l'Irlande antérieurement aux Goidels ».

### Mentions
De brèves mentions de l’ivernique se trouveraient dans le Sanas Cormaic (Glossaire de Cormac) rédigé par Cormac mac Cuilennáin, roi-évêque de Cashel (capitale du Munster), mort en 908.
Cormac appelle la langue Iarnnbêlrae et Iarmbêrla.
T.F. O'Rahilly suggère que le mot originel était *Érn-bélre ("Ivernique-langue"), ayant donné *Érnbélre puis Iarnbélre (bélre étant le précurseur de bérla, qui donnera le mot beurla en gaélique d’Écosse et béarla en irlandais). 
Cormac dit au sujet du *Érn-bélre qu’il s’est récemment éteint et donne deux mots en exemples : ond ("pierre," ayant donné onn en vieil irlandais) et fern ("quelque chose de bien";  en vieil irlandais ferr, signifie "meilleur").

### Évolution et extinction
Cette langue aurait encore été parlée par une minorité dans la province du Leinster vers 700 ap. J.C.